# Удача Лоли
«Удача Лоли» (исп. La suerte de Loli) — американская теленовелла 2021 года с Сильвия Наварро, Освальдо Бенавидесом и Габи Эспино в главных ролях. Его транслировали на телеканале Telemundo с 26 января по 21 июня 2021 года.

## Сюжет
Лоли Агилар — независимая и успешная женщина, работающая исполнительным продюсером Global Radio Group, радиостанции номер один на западном побережье США. В то время как карьера Лоли находится на подъеме, ее личная жизнь уходит на второй план, поскольку она наслаждается свободой и жизнью без компромиссов. Однако ее жизнь принимает неожиданный поворот, когда Мариана, ее лучшая подруга, умирает и оставляет все Лоли, включая двоих своих детей. Эта новость всех удивляет, особенно Лоли, которая чувствует себя наименее подходящим человеком для этой ответственности. Лоли придется столкнуться со своей новой реальностью и понять, что работа – это еще не все в жизни, и обнаружить, что истинный смысл успеха – это семья и любовь.

## В ролях

### Основной состав
- Сильвия Наварро — Долорес «Лоли» Агилар[4]
- Освальдо Бенавидес — Рафаэль Контрерас
- Габи Эспино — Паулина Кастро[5]
- Карлос Понсе — Армандо
- Мариана Сеоане — Мелисса
- Хоакин Феррейра — Октавио
- Родриго Видаль — Бруно Торрес
- Роза Мария Бьянки — Норита
- Кристиан Чавес — Матиас[6][7]
- Алехандро Лопес — Висенте Варела
- Далекса Менесес — Саманта «Сэм» Торрес
- Мариелена Давила — Джессика Контрерас
- Андрес Котрино — Габриэль
- Лиз Дьеппа — Кэрол Торрес
- Диего Эскалона — Николас «Ники» Торрес
- Амаранта Руис — Гваделупа
- Жизелла Абумрад — Рокс
- Хавьер Диас Дуэньяс
- Поло Монаррес - Аполо
- Винс Миранда — Артуро
- Карла Монройг — Ребека
- Роберто Эскобар — Рохелио
- Мика Кубо — Энджи
- Фернандо Каррера — Марселино
- Майте Эмбиль — Берта Моралес
- Рикардо Кляйнбаум - Лиценсиадо Феррер
- Джейми Осорио — Карен
- Хесус Море - Сальвадор

### Вспомогательный состав
- Сезар Родригес — Леонардо
- Марта Михарес — Сельма
- Лаура Гарридо — Хема
- Ксавье Рувалькаба — Хоакин
- Венди Регаладо — Дульсе
- Хайро Калеро — Джек
- Джордж Акрам — Дэвид
- Рафаэль Педроса — Артемио
- Эдуардо Серрано — Алонсо
- Анна Сильветти — Вероника